# Colonia Progreso, Acatepec
Colonia Progreso är en ort i Mexiko.   Den ligger i kommunen Acatepec och delstaten Guerrero, i den södra delen av landet, 260 km söder om huvudstaden Mexico City. Colonia Progreso ligger 1 397 meter över havet och antalet invånare är 302.
Terrängen runt Colonia Progreso är huvudsakligen kuperad. Colonia Progreso ligger uppe på en höjd. Runt Colonia Progreso är det ganska tätbefolkat, med 56 invånare per kvadratkilometer. Närmaste större samhälle är Pascala del Oro, 10,1 km öster om Colonia Progreso. I omgivningarna runt Colonia Progreso växer huvudsakligen savannskog.